# Trofeo Federale 2007
Il Trofeo Federale 2007 è stato la 22ª edizione di tale competizione, e si è concluso con la vittoria di La Fiorita, al suo terzo titolo.

## Risultati
- Spareggio - 12 settembre 2007

A)  La Fiorita -  Juvenes/Dogana 1 - 1 d.t.s. (6 - 5 dopo i rigori)
- Semifinali - 26 settembre 2007

B)  Murata -  La Fiorita 3 - 4
C)  Libertas -  Tre Fiori  1 - 2
- Finale - 2 ottobre 2007

D)   La Fiorita -  Tre Fiori 2 - 1